# Belgie na Letních olympijských hrách 1996
Belgie se účastnila Letní olympiády 1996 v americké Atlantě. Zastupovalo ji 61 sportovců (41 mužů a 20 žen) ve 14 sportech.

## Medailisté
| Medaile | Jméno                  | Sport    | Soutěž          |
| ------- | ---------------------- | -------- | --------------- |
| Zlato   | Ulla Werbroucková      | Judo     | Ženy do 72 kg   |
| Zlato   | Frédérik Deburghgraeve | Plavání  | Muži 100 m prsa |
| Stříbro | Gella Vandecaveyeová   | Judo     | Ženy do 61 kg   |
| Stříbro | Sébastien Godefroid    | Jachting | Muži Finn class |
| Bronz   | Harry Van Barneveld    | Judo     | Muži nad 100 kg |
| Bronz   | Marisabelle Lombaová   | Judo     | Ženy do 56 kg   |